# Оттобрунн
Оттобрунн (нем. Ottobrunn) — община в Германии, в земле Бавария.
Подчиняется административному округу Верхняя Бавария. Входит в состав района Мюнхен. Население составляет 20 105 человек (на 31 декабря 2010 года). Занимает площадь 6,87 км².

## Экономика
В Оттобрунне находится вторая (наряду с Парижем) штаб-квартира EADS (Европейского аэрокосмического и оборонного концерна), владельца авиастроительной компании Airbus.

## Фотографии

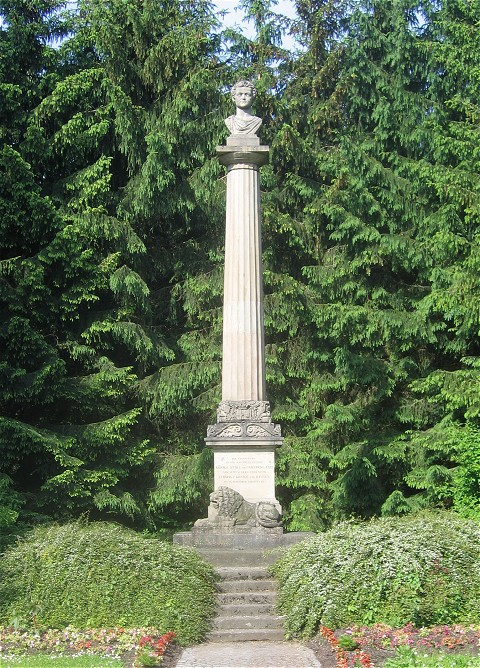
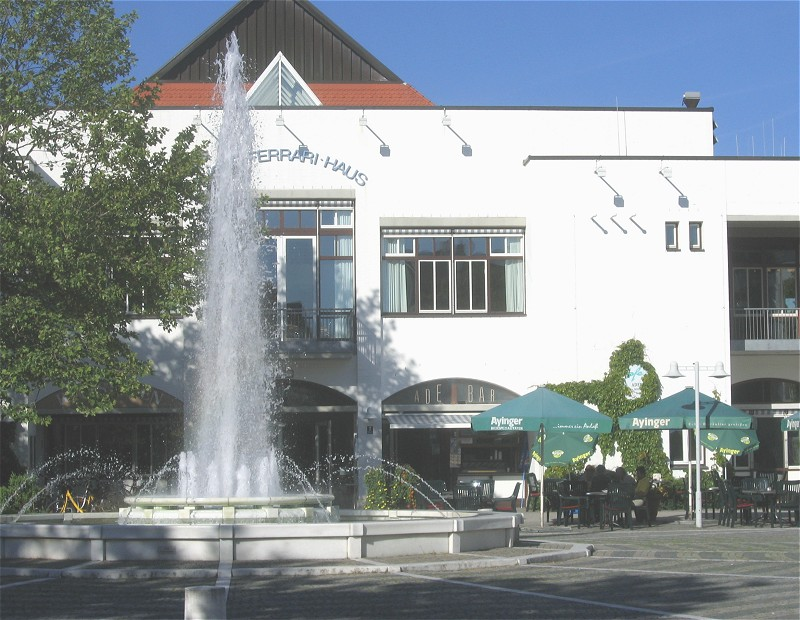
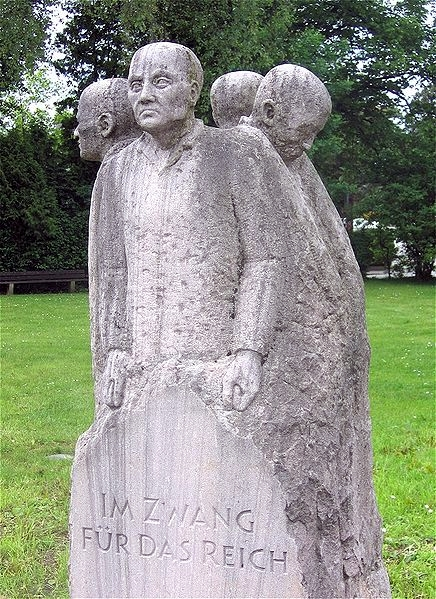